# Anabari járás
Az Anabari járás (oroszul Анабарский национальный (долгано-эвенкийский) улус, jakut nyelven Анаабыр улууhа) Oroszország egyik járása Jakutföldön. Székhelye Szaszkilah.

## Népesség
- 1989-ben 3903 lakosa volt.
- 2002-ben 4024 lakosa volt, melyből 1097 jakut (27,26%), 988 dolgán (24,55%), 751 orosz (18,66%), 564 evenk (14,02%), 266 even (6,61%), 186 ukrán (4,62%), a többi más nemzetiségű.
- 2010-ben 3501 lakosa volt, melyből 1484 dolgán, 796 evenk, 756 jakut, 225 even, 130 orosz stb.